# William Adolph von Hassell

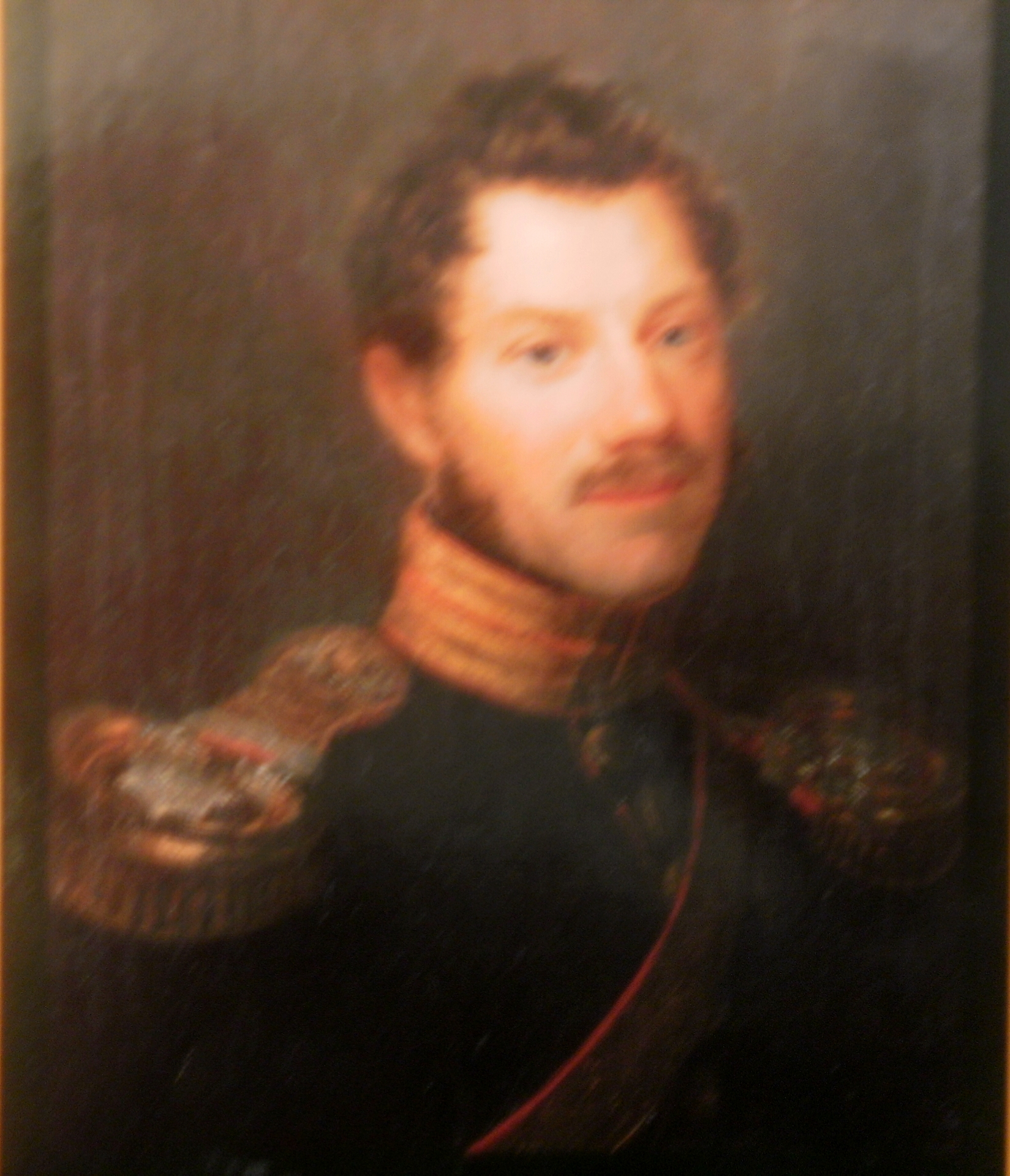
William von Hassell in Rittmeisteruniform

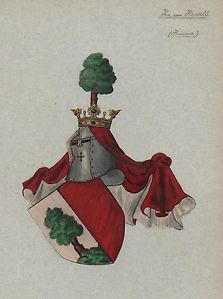
Wappen derer von Hassell, ca. 15. Jahrhundert

William I. Adolph von Hassell (* 15. November 1796 in Verden; † 27. Januar 1865 in Hannover) war ein königlich hannoverscher Generalleutnant und Hippologe.

## Leben
William von Hassell entstammte dem landsässigen Adelsgeschlecht derer von Hassell. Er war der Sohn des königlich hannoverschen Generalmajors Franz Wilhelm von Hassell (1752–1827), Gutsherr auf Clüversborstel, heute ein Ortsteil von Reeßum, und dessen erster Ehefrau Luise von Wersebe (1754–1809). William Adolph erbte das Gut im Jahr 1827 und ließ ein neues Gutshaus erbauen.
Vom 5. Oktober 1811 bis zum 1. April 1813 war von Hassell Schüler an der Ritterakademie in Lüneburg. Später stieg er in seiner militärischen Karriere bis zum Generalmajor auf.
Von Hassell war der Präses der königlich hannoverschen Remonte-Commission und zu seiner Zeit ein prominenter Hippologe, der zu den prägenden Gestalten in der Zuchtgeschichte des modernen Hannoveraners zu zählen ist.
Der „alte Hassell“ war überall im Lande bekannt, wo Pferdezucht betrieben wurde, und übte auf sie wie auf den Pferdeersatz des Heeres den besten Einfluß (Ulrich von Hassell sen., Neffe 2. Grades von William von Hassell)
William von Hassell starb am 27. Januar 1865. Auch König Georg V. von Hannover nahm an seiner Beerdigung teil. Sein Grab fand er in der Hassell’schen Familiengruft in Sottrum (2012 umgebettet).

## Ehe und Nachkommen
William von Hassell heiratete Margarethe Hedwig von Wersebe, seine Cousine ersten Grades. Aus dieser Ehe entstammen 6 Kinder, von denen jedoch nur vier überlebten:
- William Louis August von Hassell (* 16. Dezember 1833; † 27. Juni 1915), erst hannoverscher, seit 1867 sächsischer Offizier (1874 Major z. D.), 1900 Landschaftsrat der bremischen Ritterschaft ⚭ Josephine von Düring (* 7. Januar 1837; † 27. März 1898), Tochter des Generals Georg v. Düring und der Gräfin Josepha Alcaini. William war als Historiker der Hannoverschen Geschichte bekannt. Er verkehrte am Hofe des Kronprinzen von Hannover und Herzogs von Cumberland in Gmunden, der ihm als Anerkennung seiner wissenschaftlichen Werke ein silbernes Pferd schenkte.
- Johanna Justine (* 11. November 1832; † 5. September 1901) ⚭ Julius Freiherr von Hammerstein
- Christiane (* 6. Juni 1836; † 18. Oktober 1918) ⚭ General-Major Konstantin von Schnehen
- Adelheit Henriette (* 28. Juli 1837; † 18. April 1890) ⚭ Wilhelm von Düring (* 25. Juni 1832; † 2. Oktober 1885)[6]

## Veröffentlichungen
- Über die Pferde-Züchtung, den Pferde- und Füllen-Handel und die Remontirung der Cavallerie des Königreichs Hannover, Hannover 1841 (Nachdruck mit einer Einleitung von Rolf Schettler, Verlag Sandra Asmussen, Gelting 2004, ISBN 3-935985-17-7[7])